# Guilhem d'Anduza
Guilhem d'Anduza o Anduze, scritto anche Guillem d'Anduza o Guillelmo de Andusia (fl. XIII secolo) è stato un trovatore minore occitano attivo nella seconda metà del XIII secolo, originario di Anduze e probabilmente figlio di un certo Peire Bremon de la Sauve.
Gli viene attribuita una canso (Sens ditz que·m lais de chantar e d'amor) e forse un descort (Per solatz e per deport), assegnato in altri manoscritti a Guiraut de Salignac o Guilhem de Salignac)
Canso
Canzone composta da cinque coblas unissonans di otto versi endecasillabi a rime incrociate (schema metrico ABBACDDC ABBACDDC ecc.)
            Sens ditz que·m lais de chantar e d'amor,

            foldatz que chant et en amor m'entenda,

            et ieu no sai vas qual d'amdos m'enprenda;

            pero jovens sec ades la folor,

            per qu'ieu segrai, vueill'o no, la foldat,

            si com destreitz e forsatz per joven,

            quar ab folor cueill hom lo meillor sen.

            Donx, si folei, no·m deu esser blasmat.

            [...]